# Argyractis scioxantha
Argyractis scioxantha là một loài bướm đêm trong họ Crambidae.